# Thiennes
Thiennes é uma comuna francesa na região administrativa de Altos da França, no departamento do Norte. Estende-se por uma área de 7.54 km². Em 2010 a comuna tinha 919 habitantes (densidade: 121,9 hab./km²).